# Vietnámi thiền

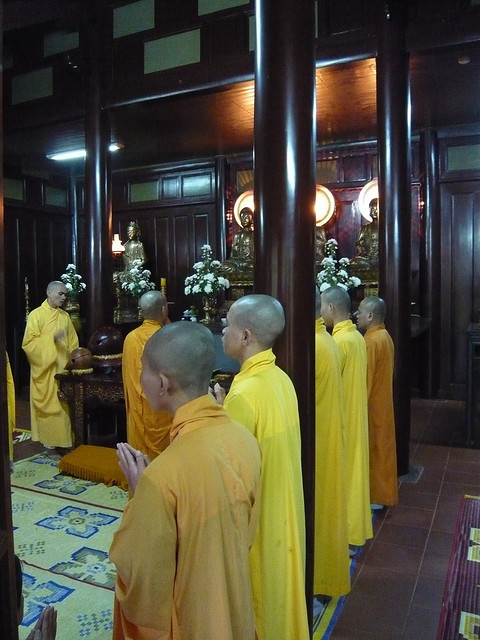
Thiền szerzetesek teljesítik szolgálataikat Huế városban.

A thiền buddhizmus (禪宗 Thiền Tông) a zen buddhizmus vietnámi elnevezése. A thiền a kínai csan buddhizmusból származik (禪宗).

## Története
A hagyományok szerint 580-ban egy Vinitarucsi (vietnámi: Tì-ni-đa-lưu-chi) nevű indiai szerzetes Vietnámba érkezett Kínából, ahol csan buddhizmust tanult Csiancsi Szengcsan mestertől. Létrehozott egy szektát egy lelkes vietnámi segítővel együtt. Ez a szekta az egyik legbefolyásosabb iskolává nőtte ki magát a 10. századra. További másik fontos szekták voltak a Vo Ngon Thong (Vô Ngôn Thông) és a Thảo Đường.
Trần Nhân Tông (1258–1308) király idején jött létre a Trúc Lâm (Bambusz liget) thiền iskola , amely erős konfucianista és taoista filozofikus hatásokat mutat. A 17. században egy csoport kínai szerzetes elindította a Ling iskolát (Lâm Tế). Ennek egy inkább helyi változata a 18. században alapított Liễu Quán iskola volt, amely azóta a vietnámi zen buddhizmus egyik jeles iskolája.
A tudósok úgy vélik, hogy a zen nem játszott kiemelkedő szerepet a vietnámi buddhizmusban. Manapság mégis megnövekedett a zen buddhisták száma az országban.
További korai thiền iskola volt még a Vu Jantong (vietnámi: Vô Ngôn Thông, az iskolát Mazu Daoji tanításaival azonosítják) és a Thảo Đường, amely a nianfo kántálási technikára épül. Mindkettőt kínai szerzetesek alapították. Egy vallásos vietnámi király alapította a Trúc Lâm szektát, amelyre erős hatással volt a konfucianizmus és a taoista filozófia. Mindazonáltal a Trúc Lâm hírneve tovább fokozódott a következő évszázadokban, ahogy a konfucianizmus a királyi udvar domináns vallásává vált.
Thích Thanh Từ thiền mesternek tulajdonítják a Trúc Lâm felélesztését Vietnámban. Ő a legjelentősebb jelenlegi, élő thiền mester. Thích Thiện Hoa mester tanítványa volt.
A szinkretizált thiền buddhizmus leghíresebb gyakorlója a Nyugaton Thích Nhất Hạnh, aki egy tucat könyvet írt és dharma központot alapított Franciaországban (Szilva falu) kollégájával Chân Không apácával (bhikkhuni).